# 相生通
相生通（あいおいどおり）は、大阪府大阪市阿倍野区にある町名。現行行政地名は相生通一丁目および相生通二丁目。

## 地理
阿倍野区の南西部に位置し、南に北畠、北西に橋本町、北東に晴明通、東に阿倍野元町、西に西成区天神ノ森と接している。

## 歴史

### 沿革
はじめ1 - 3丁目、1967年（昭和42年）から1 - 2丁目。
- 1929年（昭和4年）、大阪市住吉区天王寺町・阿倍野町の各一部より成立。
- 1943年（昭和18年）、分区により、阿倍野区の所属となる。
- 1967年（昭和42年）、一部が橋本町・北畠1 - 3丁目となり、北畠中1 - 2丁目の一部を編入[5]。

## 世帯数と人口
2024年（令和6年）9月30日現在の世帯数と人口は以下の通りである。
| 丁目         | 世帯数    | 人口    |
| ------------ | --------- | ------- |
| 相生通一丁目 | 725世帯   | 1,632人 |
| 相生通二丁目 | 683世帯   | 1,496人 |
| 計           | 1,408世帯 | 3,128人 |

### 人口の変遷
国勢調査による人口の推移。
| 1995年（平成7年）  | 2,970人 | [ 6 ]  |  |
| 2000年（平成12年） | 3,232人 | [ 7 ]  |  |
| 2005年（平成17年） | 3,499人 | [ 8 ]  |  |
| 2010年（平成22年） | 3,359人 | [ 9 ]  |  |
| 2015年（平成27年） | 3,174人 | [ 10 ] |  |
| 2020年（令和2年）  | 3,100人 | [ 11 ] |  |

### 世帯数の変遷
国勢調査による世帯数の推移。
| 1995年（平成7年）  | 1,089世帯 | [ 6 ]  |  |
| 2000年（平成12年） | 1,182世帯 | [ 7 ]  |  |
| 2005年（平成17年） | 1,320世帯 | [ 8 ]  |  |
| 2010年（平成22年） | 1,360世帯 | [ 9 ]  |  |
| 2015年（平成27年） | 1,280世帯 | [ 10 ] |  |
| 2020年（令和2年）  | 1,344世帯 | [ 11 ] |  |

## 学区
市立小・中学校に通う場合、学区は以下の通りとなる。なお、小学校・中学校入学時に学校選択制度を導入しており、通学区域以外に阿倍野区の小学校（自宅から概ね2km以内）・中学校から選択することも可能。
| 丁目         | 番   | 小学校               | 中学校             |
| ------------ | ---- | -------------------- | ------------------ |
| 相生通一丁目 | 全域 | 大阪市立晴明丘小学校 | 大阪市立阪南中学校 |
| 相生通二丁目 | 全域 | 大阪市立晴明丘小学校 | 大阪市立阪南中学校 |

## 事業所
2021年（令和3年）現在の経済センサス調査による事業所数と従業員数は以下の通りである。
| 丁目         | 事業所数 | 従業員数 |
| ------------ | -------- | -------- |
| 相生通一丁目 | 26事業所 | 103人    |
| 相生通二丁目 | 29事業所 | 121人    |
| 計           | 55事業所 | 224人    |

## 施設
- 阿倍野相生郵便局
- 赤橋幼稚園

## その他

### 日本郵便
- 〒545-0033[3]（集配局：阿倍野郵便局[15]）